# Steven Cree
Steven Cree (Kilmarnock, 29 februari 1980) is een Schots film-, televisie- en theateracteur.
Cree genoot onderwijs aan de Langside College en is afgestudeerd aan de Royal Scottish Academy of Music and Drama, beide in Glasgow. Hij begon zijn acteercarrière met gastrollen in televisieseries. Met de dramaseries Lip Service en Outlander had Cree een terugkerende rol.

## Theater
| Jaar | Titel                 | Rol            | Theater                       |
| ---- | --------------------- | -------------- | ----------------------------- |
| 2004 | Fierce: An Urban Myth | Choonz         | Tron Theatre (Glasgow)        |
| 2005 | The Real Thing        | Brodie         | Richmond Theatre (Londen)     |
| 2007 | Cabaret               | Cliff Bradshaw | Lyric Theatre (London)        |
| 2011 | Company               | Peter          | Crucible Theatre (Sheffield)  |
| 2013 | Macbeth               | Lennox         | Park Avenue Armory (New York) |